# Carlos Chandía
Carlos Luis Chandía Alarcòn (Chillán, 14 novembre 1964) è un arbitro di calcio cileno, internazionale dal 2001.

## Carriera
È protagonista di una carriera prestigiosa a cui è mancato però l'acuto rappresentato dalla partecipazione ad un Mondiale.
Ha diretto molti match in Primera División de Chile, tre finali di Copa Libertadores (nel 2004, 2008 e 2009), una di Copa Sudamericana (nel 2004), e due di Recopa Sudamericana (nel 2005 e nel 2009).
Fu incluso nella lista dei pre-selezionati in vista dei Germania 2006. A questo scopo le sue capacità vennero testate a dovere in diversi tornei preparatori al Mondiale, come la FIFA Confederations Cup 2005 in Germania (dove diressa la semifinale Brasile-Germania), il Mondiale per club del 2005 in Giappone, o il Campionato mondiale di calcio Under-17 in Perù del 2005 (da cui però venne escluso alla vigilia a causa dell'inefficienza nei test atletici di uno dei guardalinee a cui era abbinato).
Al termine di questo tour de force arrivò la convocazione ai Mondiali di calcio 2006, ma solo in veste di riserva e durante tutto il torneo avrebbe svolto solo le funzioni di IV Ufficiale.
Nel 2007 arbitra per la prima volta anche in occasione della Copa América (la massima manifestazione per nazioni del Sudamerica) in Venezuela dove gli viene assegnata una semifinale.
Al termine del 2009 perde la qualifica di internazionale per raggiunti limiti d'età.